# Nuño Nuñez
Nuño Núñez detto él de Roa (quello di Roa). Nuño anche in spagnolo, in portoghese e in galiziano (nella seconda metà del IX secolo – 915 circa) , è stato conte di Castiglia dall'914 circa al 915 circa.

## Origine
Figlio del conte di Castiglia, Nuño Muñoz, e della figlia del primo conte di Castiglia, Rodrigo.

Nuño Muñoz era figlio di Munio Núñez "él de Brañosera", che, nell'824, aveva concess0 la Carta Puebla (concessioni fatte alla popolazione per facilitare il ripopolamento di alcune zone della Castiglia) di Brañosera. La madre si chiamava Argilo.

## Biografía

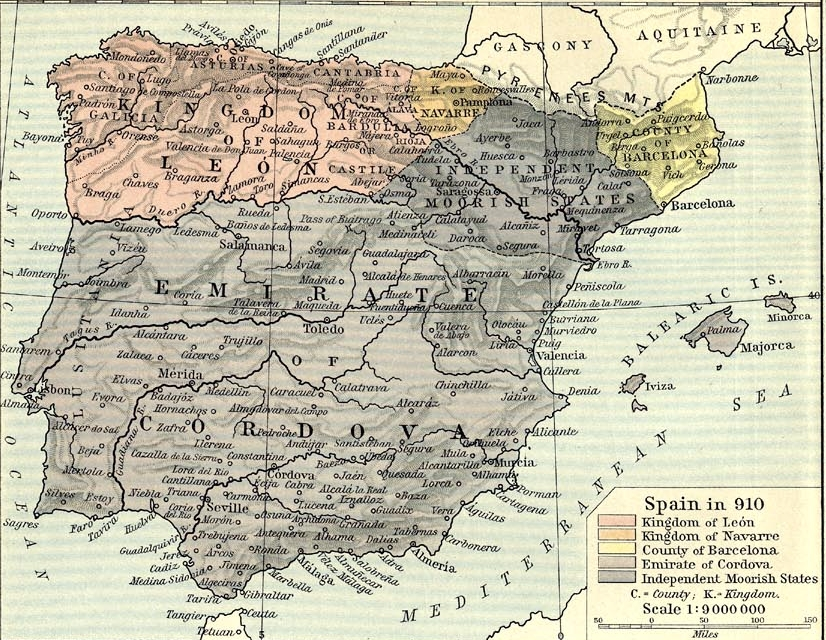
Penisola iberica (carta politica), nel 910

Dopo la morte di suo zio, Diego Rodriguez Porcelos, nell'885, la contea di Castiglia si era frantumata in tante piccole contee; verso la fine del secolo, ca. nell'899, dopo aver riunito alcune contee nate dal frazionamento, suo padre ridiede vita ad una contea di Castiglia, seppur di dimensione ridotta, rispetto a prima.
Il documento storico in cui appare il suo nome sono gli Annales Complutense, in cui si fa riferimento a Nuño Nuñez come al ripopolatore di Roa de Duero (Burgos).
Non si hanno molte informazioni su di lui, si sa solo che resse la contea di Castiglia nel periodo 914-915, molto probabilmente, per volere del nuovo Re di León, Ordoño II, figlio secondogenito del re delle Asturie, Alfonso III Magno, alternandosi alla guida della contea col cugino, Gonzalo Fernández.
Non si sa la data esatta della sua morte, comunque avvenne verso la fine del 915 o subito dopo, in quanto suo cugino, il conte di Burgos, Gonzalo Fernández, risulta nuovamente conte di Castiglia.

## Discendenza
Non si ha alcuna notizia di un'eventuale moglie e neppure di alcuna discendenza.

### Fonti primarie
- (LA)  España sagrada. Volumen 23

### Letteratura storiografica
- Rafael Altamira, Il califfato occidentale, in L’espansione islamica e la nascita dell’Europa feudale, collana «Storia del mondo medievale», II volume, Milano, Garzanti, 1999  [1979],  pp. 477–515, SBN RAV0065639.